# Conselho de Ministros Nórdicos
O Conselho de Ministros Nórdicos é uma instituição de cooperação entre os governos dos países nórdicos e das suas regiões autónomas. 
Foi fundado em 1971 e tem como principal missão implementar a cooperação intergovernamental entre esses países.

Apesar do seu nome, é na realidade uma série de diferentes conselhos de ministros dedicados a várias áreas da governação, como por exemplo o Conselho Nórdico dos Ministros do Trabalho (MR-A), o Conselho Nórdico dos Ministros da Economia, Energia e Política Regional (MR-NER) e o Conselho Nórdico dos Ministros da Cultura (MR-K).

## Membros
| Membro      | Governo                          | Líder                     | Estatuto                              |
| ----------- | -------------------------------- | ------------------------- | ------------------------------------- |
| Suécia      | Governo da Suécia                | Primeiro-ministro         | Estado soberano                       |
| Noruega     | Governo da Noruega               | Primeiro-ministro         | Estado soberano                       |
| Finlândia   | Governo da Finlândia             | Primeiro-ministro         | Estado soberano                       |
| Dinamarca   | Governo da Dinamarca             | Primeiro-ministro         | Estado soberano                       |
| Islândia    | Governo da Islândia              | Primeiro-ministro         | Estado soberano                       |
| Ilhas Feroé | Governo Regional das Ilhas Feroé | Chefe do governo regional | Região autónoma do Reino da Dinamarca |
| Gronelândia | Governo Regional da Groenlândia  | Chefe do governo regional | Região autónoma do Reino da Dinamarca |
| Ilhas Åland | Governo Regional da Åland        | Chefe do governo regional | Região autónoma da Finlândia          |

## Conselhos de ministros por áreas da governação
Os diferentes conselhos de ministros, dedicados a várias áreas da governação, reúnem-se 1-5 vezes por ano.

- Conselho Nórdico dos Ministros do Trabalho (MR-A)
- Conselho Nórdico dos Ministros da Economia, Energia e Política Regional (MR-NER)
- Conselho Nórdico dos Ministros da Pesca e do Mar, Agricultura, Alimentação e Florestas (MR-FJLS)
- Conselho Nórdico dos Ministros da Igualdade e Paridade (MR-JÄM)
- Conselho Nórdico dos Ministros da Cultura (MR-K).
- Conselho Nórdico dos Ministros da Colaboração (MR-LAG)
- Conselho Nórdico dos Ministros do Ambiente (MR-M)
- Conselho Nórdico dos Ministros dos Assuntos Sociais e da Saúde (MR-S)
- Conselho Nórdico dos Ministros da Educação e da Investigação (MR-U)
- Conselho Nórdico dos Ministros da Economia e da Finanças (MR-FINANS)
- Conselho Nórdico dos Ministros da Digitalização (MR-DIGITAL)